# Illyricum sacrum
Illyricum sacrum est une œuvre monumentale en latin consacrée à l'histoire de l'Église catholique dans les régions de l'ancienne Illyrie, principalement dans les Balkans. Elle fut rédigée entre le milieu du XVIIIe siècle et le début du XIXe siècle par les jésuites italiens Daniele Farlati et Giovanni Giacomo Coleti.

## Historique
Le projet est initié par le père Filippo Riceputi, mais c'est Daniele Farlati qui en assure la rédaction principale après la mort de Riceputi. Farlati publie les cinq premiers volumes entre 1751 et 1775. Après son décès, Coleti poursuit l'œuvre et publie les trois derniers volumes jusqu'en 1819.
Un neuvième tome complémentaire est publié entre 1902 et 1919 par Frane Bulić, en annexe au Bulletino di archeologia e storia dalmata.

## Contenu
L'ouvrage couvre l'histoire ecclésiastique de nombreuses villes et diocèses de l'Illyrie antique et médiévale, notamment :
- Salona, Spalato, Raguse (Dubrovnik), Dioclétienne, Sirmium, Scopie, Achrida
- Les suffragants et métropoles ecclésiastiques de la région
- Martyrologes, biographies de saints, chronologies épiscopales

Chaque volume est richement documenté, basé sur des recherches dans les bibliothèques et archives locales, et constitue une source précieuse pour l'histoire religieuse des Balkans.

## Volumes
- Volume I - Ecclesia Salonitana, ab ejus exordio usque ad saeculum quastum aerae Christianae (1751)
- Volume II - Ecclesia Salonitana, a quarto saeculo aerae Christianae usque ad excidium Salonae (1753)
- Volume III - Ecclesia Spalatensis olim Salonitana (1765)
- Volume IV - Ecclesiae suffraganeae metropolis Spalatensis (1769)
- Volume V - Ecclesia Jadertina cum suffraganeis, et ecclesia Zagabriensis (1775)
- Volume VI - Ecclesia Ragusina cum suffraganeis, et ecclesia Rhiziniensis et Catharensis (1800)
- Volume VII - Ecclesia Diocletana, Antibarensis, Dyrrhachiensis, et Sirmiensis cum earum suffraganeis (1817)
- Volume VIII - Ecclesiae Scopiensis, Sardicensis, Marcianopolitana, Achridensis et Ternobensis cum earum suffraganeis (1819)
- Accessiones et correctiones all'Illyricum sacrum del P. D. Farlati[Notes 1]